# Женру, Лусиана
Лусиана Кребс Женру (порт. Luciana Krebs Genro; 17 января 1971, Санта-Мария, Риу-Гранди-ду-Сул) — бразильская политическая деятельница и юрист, депутат штата и одна из основателей Партии социализма и свободы (PSOL). В 2014 году она была кандидатом от PSOL на пост президента Бразилии и заняла 4-е место, получив более 1,6 миллиона голосов по всей стране. Дочь Тарсу Женру, политика из Партии трудящихся (ПТ) и бывшего губернатора Риу-Гранди-ду-Сул.

## Биография

### Ранние годы

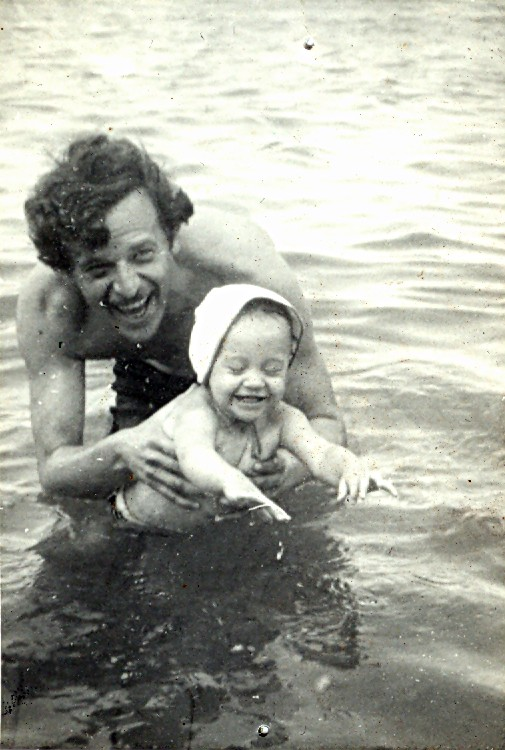
Лусиана с отцом

Женру имеет еврейские корни. Лусиана провела первые годы с матерью-врачом, тогда как отцу пришлось бежать от диктатуры в изгнание в приграничный уругвайский город Ривера. Она также приходится внучкой писателю Аделму Симасу Женру из исторической Бразильской рабочей (трабальистской) партии и племянницей журналисту Аделму Женру Филью — ещё двум оппонентам военного режима.
Лусиана начала свою политическую деятельность в 14-летнем возрасте в 1985 году, участвуя в студенческом движении в Порту-Алегри. Она присоединилась к «Социалистической конвергенции» — в то время одному из троцкистских течений внутри Партии трудящихся.
Изучение права в Папском католическом университете Риу-Гранди-ду-Сул (PUC-RS) с 1988 по 1990 год прервала и вернулась к нему только в следующем столетии, окончив в 2011 году юридический факультет Университета Вале-ду-Риу-дус-Синос (UNISINOS), а в 2017 году получила степень магистра философии права на юридическом факультете Университета Сан-Паулу (USP). Она также изучала литературу в Федеральном университете Риу-Гранди-ду-Сул (UFRGS) и была учителем английского языка с 1988 по 1994 год. 
В 1994 году в возрасте 23 лет она на волне подъёма молодежного движения победила на своих первых выборах — была избрана на должность депутата штата Риу-Гранди-ду-Сул. Переизбрана в 1998 году, набрав в два раза больше голосов, чем в предыдущем случае. В Законодательном собрании она запомнилась разоблачилением коррупции в государственной санитарной компании CORSAN, которой руководил Берфран Росаду, а также за защитой борьбы учителей, студентов, рабочих и других общественных движений. Когда ПТ сформировала по результатам выборов своё правительство этого штата в 1999 году, Лусиана взбунтовалась против его решения пойти против требования бастующих педагогов.

### Электоральная история и основание PSOL

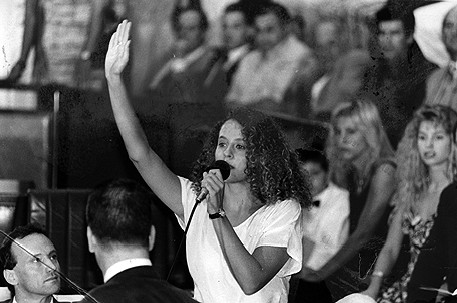
Выступление Женру

В 2002 году она впервые была избрана федеральным депутатом от своего штата — на тех же выборах, на которых Луис Инасиу Лула да Силва из ПТ стал президентом Республики. Однако у Лусианы и радикального крыла партии с самого начала президентства Лулы уже были важные разногласия с руководством. Она не соглашалась с неолиберальными компромиссами ПТ после прихода к власти, в частности с предложением правительства о пенсионной реформе в 2003 году. Тогда она (а также Элоиза Элена, Баба и Жуан Фонтес) проголосовала против и была исключена из партии Жозе Дирсеу и Жозе Геноину, вскоре оказавшимися в центре коррупционного скандала.
Вместе с Элоизой Эленой и другими депутатами-диссидентами из левого крыла ПТ она инициировала процесс создания Партии социализма и свободы PSOL, зарегистрированной в 2005 году. В следующем году она была переизбрана федеральным депутатом от Риу-Гранди-ду-Сул уже по списку новой партии. Она получила 185 031 голос, став депутатом с наибольшим количеством голосов в столице, Порту-Алегри, и четвёртой по количеству голосов во всём штате.
В течение двух сроков своего пребывания в Палате депутатов она уделяла особое внимание законопроектам в экономической сфере, таким как регулирование налога на крупные состояния (Конституция Бразилии 1988 года ввела этот налог, но до принятия закона он не взымался). Она стала известна как «крестная мать» авиадиспетчеров, поскольку, будучи членом CPI (Парламентского комитета по расследованию) системы воздушного движения в связи с крушением самолёта TAM и забастовкой авиадиспетчеров, представила параллельный доклад, включавший вопросы, поднятые авиадиспетчерами и семьями жертв аварии.
В 2008 году она баллотировалась на пост мэра Порту-Алегри и заняла четвёртое место, набрав 9 % голосов. В 2010 году Лусиана не смогла избраться на новый срок в качестве федерального депутата от Риу-Гранди-ду-Сул из-за избирательного коэффициента, несмотря на впечатляющий показатель в 129 501 отданных за неё голосов.

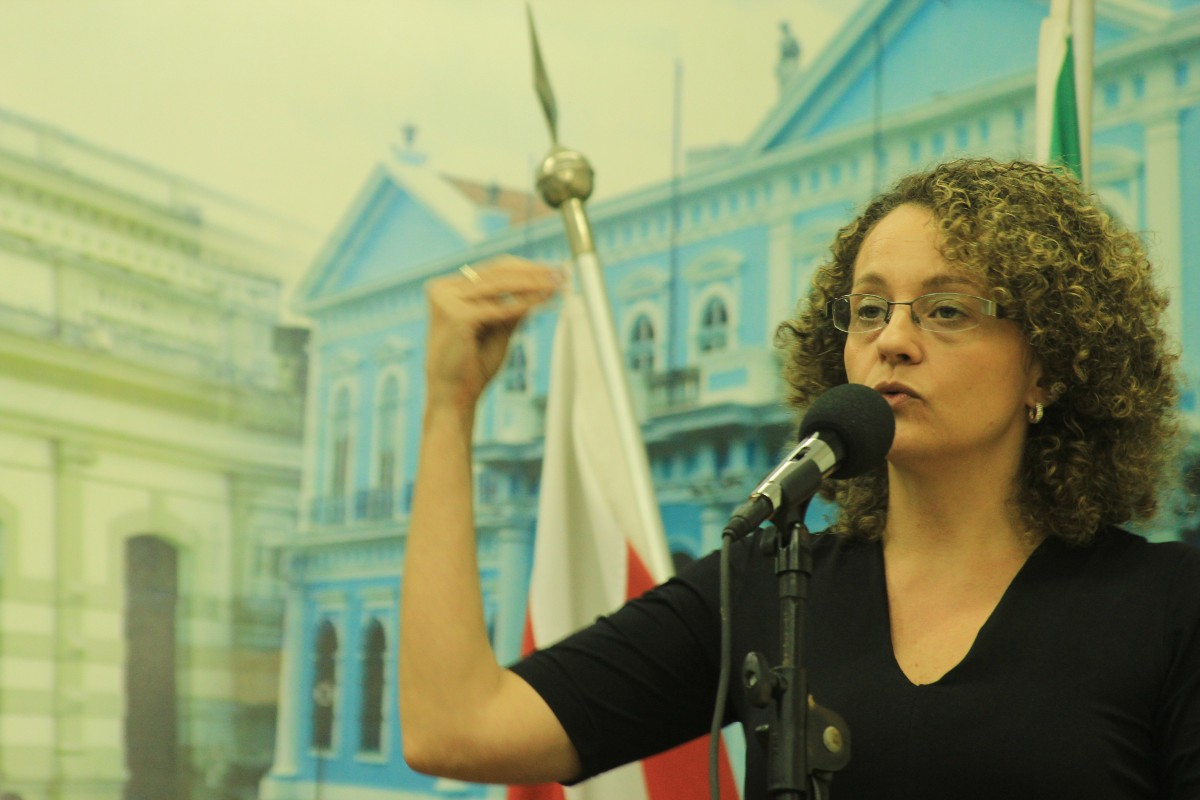
Лусиана Женру в 2014 году

### Президентская кампания 2014 года и её последствия
Лусиана была кандидатом на пост президента Бразилии на выборах 2014 года. В своей кампании она отстаивала программу глубокой реформы экономической и политической систем. Среди её предвыборных предложений были аудит государственного долга и реформа налоговой системы, аграрная реформа, расширение гражданских прав и свобод, включая те, что считались спорными и избегались основными кандидатами: декриминализация марихуаны, гарантии прав ЛГБТ, легализация абортов.
Хотя у неё была всего 51 секунда бесплатной предвыборной пропаганды на радио и телевидении, Женру закончила на 4-м месте, набрав более 1,6 миллиона (1,55 %) голосов, во многом опираясь на молодёжь.
Лусиана Женру была кандидатом на пост мэра Порту-Алегри в 2016 году. После снятия кандидатуры Мануэлы д’Авилы Лусиана лидировала в опросах общественного мнения, обходя остальных ведуших кандидатов во втором туре. PSOL заявила, что попытается сформировать левый фронт в поддержку её кандидатуры, который мог бы рассчитывать на участие Партии свободной родины, Бразильской коммунистической партии и Объединённой социалистической рабочей партии. Однако, несмотря на лидерство в опросах, она закончила гонку только на 5-м месте.
В 2018 году некоторые члены PSOL подталкивали её снова баллотироваться на пост президента; однако она решила не выдвигаться, а кандидатом от партии стал Гильерме Булос. Вместо этого она была избрана депутатом штата Риу-Гранди-ду-Сул на всеобщих выборах в Бразилии.

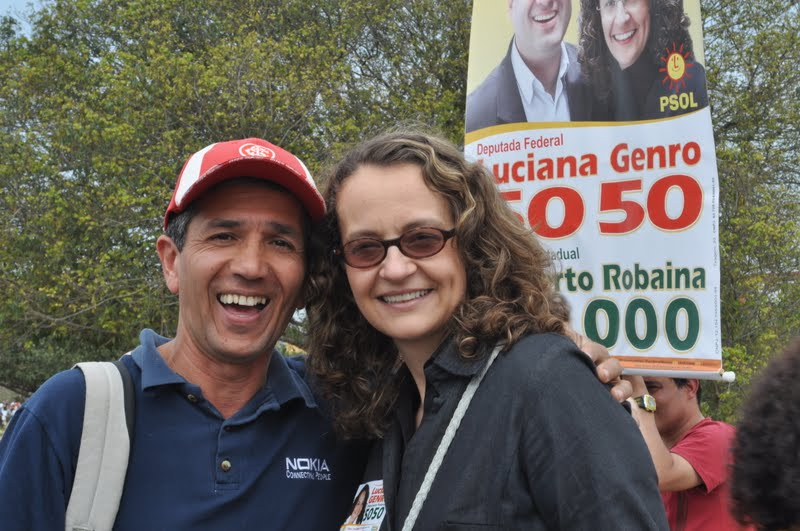
Женру и её бывший муж Роберту Робайна в 2010 году.

В марте 2022 года она была среди 151 международной феминистки, подписавших манифест «Феминистское сопротивление войне» в знак солидарности с российским Феминистским антивоенным сопротивлением.
Работает в области права социального обеспечения и уголовного права в фирме Genro & Genro в Порту-Алегри. 

## Личная жизнь
Женру — дочь Тарсу Женру и Сандры Кребс. Несмотря на существенные различия в политических взглядах, проявившиеся ешё в её школьные годы, Лусиана поддерживает хорошие отношения со своей семьёй.
У Лусианы Женру есть сын Фернанду Марсел Женру Робайна, 1988 года рождения. Отец Фернанду — Роберту Робайна, партийный руководитель PSOL, с которым Лучиана прожила вместе три с половиной года. В 1991 году она рассталась с Робайной, но они остались друзьями и соратниками. В 1997 году вышла замуж за журналиста Сержиу Буэну. Она считает себя атеисткой.

## Примечания

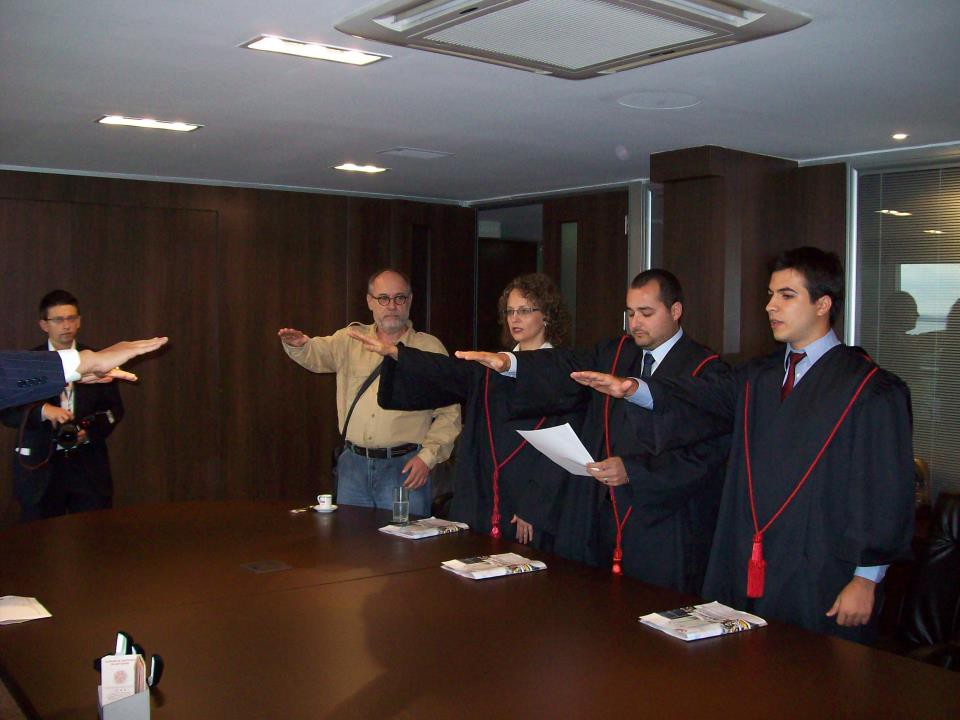
Принесение адвокатской присяги